# 龟派气功
龜波氣功（日文：かめはめ波；英文：Kame Hame Ha），又稱神龜衝擊波，也有直接翻譯為「卡曼哈曼波」或「卡美哈梅哈」。是鳥山明所創作的日本漫畫《七龍珠》中的虛構氣功。依據設定，此氣功由劇中一位名為龟仙人的武術大師所创，需要聚集「氣」來發動，有尾隨性，龜仙人用了50年創造出來，但主角孫悟空只是看了一眼便學會，其後克林、飲茶等人也輕易學會。

## 設計
鳥山明的妻子加藤由美提議以夏威夷王國的開創者來命名，日文原名（羅馬拼音：Kamehameha）的發音即「卡美哈梅哈」。

## 劇中使用

### 架勢

龜派氣功示意圖

1. …　在身體前方將兩隻手合成花萼状。（此時發音「KA」）
2. …　將花萼狀的兩手放在腰間一側。（此時發音「ME」）
3. …　體內集氣。（此時發音「HA」）
4. …　在双手掌心聚出一个光球。（此時發音「ME」）
5. …　兩手朝向目標，放出氣功波。打出时为一个蓝光弹，像流星一样，有条尾巴。（喊「HA！」時放出）

有時只唸「波」（HA），也可放出氣功。
中文版因音節數問題，有時也譯作「神龜衝撃波」或「龜派氣功波」。

### 威力
初登場時龜仙人便以龜派氣功一擊消滅了火焰山的大火，連同城堡也一起摧毀了，悟空則是在第一次使用時打壞了車子。
在天下第一武鬥大會中，龜仙人以威力最強的龜派氣功轟走了月亮，讓看見月亮變成猩猩的悟空回復成原來的模樣。

### 變化
- 十倍形，红色光弹，只有变成超級赛亞人4的孙悟空能使用，威力是普通形的十倍。
- 大爆炸龜派氣功，由超級賽亞人4的悟吉塔所使用，雙手伸直於前方聚氣，然後發射。
- 植曼形，由小林所使用，雙手伸直於上方聚氣，直於前方慢慢地發射上天空，然後变成无数光弹来發射。
- 終極龜派氣功，由超級賽亞人藍（超級賽亞人之神超級賽亞人）的貝吉特/達洛特使用，先雙手向前擺出終極閃光的姿勢，再切換為龜派氣功雙手靠後聚氣的姿勢，然後向前發射藍色與金色混合的螺旋狀氣功波。

## 影響
七龍珠的标志，除了“Y”的手势外，龜波氣功的手势成为七龍珠的特色之一。在日本、台灣和香港連載與播出期间，成为愛好者们的热仿动作。此外香港電影《唐伯虎點秋香》結尾，與太師夫人鬥法一幕，作為其中一項招式；《武状元苏乞儿》的降龙十八掌最后一式杀龙有悔也擺出同样的動作。其他致敬、仿效、甚至抄襲的作品也非常多。电子游戏的龙与KEN的波动拳亦与龜波氣功相仿。
龜派氣功後來也被廠商製作成玩具、體感電子遊戲。